# Carlos Alberto Vaccari
Carlos Alberto Vaccari (2 de agosto de 1940 — 22 de novembro de 2008) foi um narrador, dublador e locutor brasileiro.

## Biografia
Foi um dos narradores oficiais da empresa AIC e BKS, com as quais gravou a apresentação de várias séries antigas, entre elas Perdidos no Espaço, Daniel Boone, Terra de Gigantes, O Pica-Pau, Lancer, Big Valley, O Besouro Verde, a trilogia De Volta Para o Futuro, entre outras.
Vaccari também dublou alguns personagens famosos como Mingo (Ed Ames) de “Daniel Boone”, Phelps (Peter Graves), de “Missão Impossível”, Hoss (Dan Blocker), de Bonanza, e ainda o Dentinho, de “Recruta Zero”, e o Multi-Homem do desenho “Os Impossíveis”. Foi dublador oficial dos atores Anthony Quinn e George O'Brien.
Ausentou-se das narrações por volta de 1989, e foi substituído por Dráuzio de Oliveira, retornando por volta de 1992 e ficando até 1997, quando se afastou definitivamente, sendo substituído por Gilberto Rocha.